# Michael Boogerd
Michael Anthonie Boogerd (født 28. maj 1972 i Haag, Holland) er en tidligere hollandsk cykelrytter.
Boogerd blev professionel i 1994 og havde siden 1996 kørt for Rabobank-mandskabet.
Hans største styrke lå nok i de kortere klassikere samt bjergetaper. i 1996 og 2002 vandt han en etape i Tour de France. Han har vundet løbene Amstel Gold Race og Paris-Nice (begge i 1999) og blev hollandsk mester i 1997, 1998 og 2006.